# Dekanat Klimontów
Dekanat Klimontów – jeden z 25 dekanatów w rzymskokatolickiej diecezji sandomierskiej.

## Parafie
W skład dekanatu wchodzi 9 parafii:
- parafia św. Jana Ewangelisty – Chobrzany
- parafia Wniebowzięcia NMP – Goźlice
- parafia św. Katarzyny i św. Stanisława – Kleczanów
- parafia św. Józefa – Klimontów
- parafia Wniebowzięcia NMP – Mydłów
- parafia św. Apostołów Piotra i Pawła – Obrazów
- parafia św. Wawrzyńca – Olbierzowice
- parafia św. Jerzego – Szczeglice
- parafia św. Jadwigi Śląskiej – Świątniki

Na terenie dekanatu istnieje 1 kościół rektoralny:
- kościół rektoralny NMP i św. Jacka – Klimontów

## Sąsiednie dekanaty
Koprzywnica, Opatów, Sandomierz, Staszów.